# 胡芳
胡芳（？—？），安定郡臨涇縣人。父親為大將軍胡奮，晉武帝寵妃，武安公主生母。

## 生平
泰始九年（273年），晉武帝選美，以充備後宮，選擇其中美貌者以紅色紗布系臂表示入選，胡芳因姿色妖媚，選美入宮，但胡芳卻不想入宮，入選後，下了殿哭泣。左右阻止她說：“陛下聽到了。”胡芳說：“死都不怕了，怕甚麼皇帝？”武帝派遣司馬肇策拜她為貴嬪。當胡芳面對武帝的問答時，不飾言辭，率爾而答，進退方雅，初見武帝時，她不卑不亢、潑辣大膽的姿態給晉武帝留下了深刻的印象。
因胡芳入宮之後便甚為得寵，使得皇后楊豔對其非常厭惡，在臨死前擔心晉武帝會封胡貴嬪為皇后，更擔心她一旦生下兒子勢必威脅太子司馬衷的地位，所以囑託武帝一定要將其堂妹楊芷立為皇后，以絕晉武帝立胡芳為皇后的念頭。
當時後宮人數眾多，攻下東吳後又納孫皓的宮女數千人。自此掖庭差不多有近萬的宮女，而且其中受到寵愛的人甚多。晉武帝經常乘羊車，恣其所之，至便宴寢。宮中的女子乃取竹葉插戶，以鹽汁灑地，而引導晉武帝的羊車，希望得到武帝的臨幸，然而胡貴嬪卻最受武帝寵愛，生下女兒武安公主，使胡貴嬪的侍御、服飾僅次於皇后。
有一次，晉武帝與她玩樗蒲，在爭棋子領先的過程中，晉武帝被傷到了手指。晉武帝諷刺她行為粗暴，罵道：“這作為，果然是武將家裏的孩子！”胡貴嬪伶牙利齒，反唇相譏對答：“對啊，我父親北伐公孫淵，西抗諸葛亮，我不是武將家裏的孩子，還能是甚麼孩子呢？”這一番話說得武帝甚有慚色，因為胡芳父親胡奮，北伐公孫淵，西抗諸葛亮（部下姜維）都是在司馬懿麾下任職，反諷晉武帝五十步笑百步，自己也是出身武將之家。

## 延伸阅读
[在维基数据编辑]
 《晉書/卷031》，出自房玄齡《晉書》